# Campeonato Piauiense
El Campeonato Piauiense es el campeonato estatal de fútbol del estado de Piauí, en el Nordeste de Brasil, es organizado por la Federação de Futebol do Piaui.
Hasta el año 1940 se disputaban dos campeonatos en el estado, uno en la ciudad de Teresina y otro en Parnaíba, para la temporada de 1941 la Federação de Futebol do Piaui unificó ambos torneos.

## Campeones
| Temporada | Campeón de Teresina | Campeón de Parnaíba    |
| --------- | ------------------- | ---------------------- |
| 1916      | ----------          | Parnahyba              |
| 1917      | ----------          | Belga                  |
| 1918      | Palmeiras           | Artístico de Parnaíba  |
| 1919      | Theresinense        | Parnahyba              |
| 1920      | Artístico           | ----------             |
| 1921      | Militar             | International          |
| 1922      | Theresinense        | Piauhy                 |
| 1923      | Artístico           | ----------             |
| 1924      | Tiradentes          | Parnahyba              |
| 1925      | Tiradentes          | Parnahyba              |
| 1926      | Tiradentes          | International          |
| 1927      | Tiradentes          | Parnahyba              |
| 1928      | Tiradentes          | International          |
| 1929      | Artístico           | Parnahyba              |
| 1930      | Artístico           | Parnahyba              |
| 1931      | Militar             | Fluminense de Parnaíba |
| 1932      | Militar             | ----------             |
| 1933      | Artístico           | ----------             |
| 1934      | Botafogo            | ----------             |
| 1935      | Botafogo            | Fluminense de Parnaíba |
| 1936      | Botafogo            | Paisandú               |
| 1937      | Botafogo            | Flamengo de Parnaíba   |
| 1938      | Botafogo            | Flamengo de Parnaíba   |
| 1939      | Flamengo            | Flamengo de Parnaíba   |
| 1940      | Botafogo            | Parnahyba              |

### Campeones de Piauí
| Temporada | Campeón                | Subcampeón               |
| --------- | ---------------------- | ------------------------ |
| 1941      | Botafogo               | Flamengo                 |
| 1942      | Flamengo               | Botafogo                 |
| 1943      | Flamengo               | ----------               |
| 1944      | Flamengo               | Botafogo                 |
| 1945      | Botafogo               | ----------               |
| 1946      | Botafogo               | Flamengo                 |
| 1947      | Flamengo               | Comercial                |
| 1948      | Ríver                  | Botafogo                 |
| 1949      | Botafogo               | Ríver                    |
| 1950      | Ríver                  | Teresinense              |
| 1951      | Ríver                  | Botafogo                 |
| 1952      | Ríver                  | Sírio-Brasileiro         |
| 1953      | Ríver                  | Botafogo                 |
| 1954      | Ríver                  | Botafogo                 |
| 1955      | Ríver                  | Botafogo                 |
| 1956      | Ríver                  | Botafogo                 |
| 1957      | Botafogo               | Ríver                    |
| 1957      | Ríver                  | Botafogo                 |
| 1958      | Ríver                  | Botafogo                 |
| 1959      | Ríver                  | Botafogo                 |
| 1960      | Ríver                  | Piauí                    |
| 1961      | Ríver                  | Piauí                    |
| 1962      | Ríver                  | Flamengo                 |
| 1963      | Ríver                  | Caiçara                  |
| 1964      | Flamengo               | Ríver                    |
| 1965      | Flamengo               | Ríver                    |
| 1966      | Piauí                  | Flamengo                 |
| 1967      | Piauí                  | Ríver                    |
| 1968      | Piauí                  | Ríver Flamengo Comercial |
| 1969      | Piauí                  | Ríver                    |
| 1970      | Flamengo               | Piauí                    |
| 1971      | Flamengo               | Ríver                    |
| 1972      | Tiradentes             | Ríver                    |
| 1973      | Ríver                  | Tiradentes               |
| 1974      | Tiradentes             | Ríver                    |
| 1975      | Ríver                  | Flamengo Tiradentes      |
| 1976      | Flamengo               | Parnahyba                |
| 1977      | Ríver                  | Flamengo                 |
| 1978      | Ríver                  | Piauí                    |
| 1979      | Flamengo               | Piauí                    |
| 1980      | Ríver                  | Tiradentes               |
| 1981      | Ríver                  | Piauí                    |
| 1982      | Tiradentes             | Ríver                    |
| 1983      | Auto Esporte           | Tiradentes               |
| 1984      | Flamengo               | Tiradentes               |
| 1985      | Piauí                  | Flamengo                 |
| 1986      | Flamengo               | Ríver                    |
| 1987      | Flamengo               | Piauí                    |
| 1988      | Flamengo               | 4 de Julho               |
| 1989      | Ríver                  | 4 de Julho               |
| 1990      | Tiradentes             | Caiçara                  |
| 1991      | Picos                  | Ríver                    |
| 1992      | 4 de Julho             | Paysandu                 |
| 1993      | 4 de Julho             | Flamengo                 |
| 1994      | Picos                  | Flamengo                 |
| 1995      | Cori-Sabbá             | Caiçara                  |
| 1996      | Ríver                  | Cori-Sabbá               |
| 1997      | Picos                  | 4 de Julho               |
| 1998      | Picos                  | Cori-Sabbá               |
| 1999      | Ríver                  | 4 de Julho               |
| 2000      | Ríver                  | 4 de Julho               |
| 2001      | Ríver                  | Oeiras                   |
| 2002      | Ríver                  | Flamengo                 |
| 2003      | Flamengo               | Parnahyba                |
| 2004      | Parnahyba              | Ríver                    |
| 2005      | Parnahyba              | Piauí                    |
| 2006      | Parnahyba              | Barras                   |
| 2007      | Ríver                  | Barras                   |
| 2008      | Barras                 | Picos                    |
| 2009      | Flamengo               | Picos                    |
| 2010      | Comercial              | Barras                   |
| 2011      | 4 de Julho             | Comercial                |
| 2012      | Parnahyba              | Flamengo                 |
| 2013      | Parnahyba              | Ríver                    |
| 2014      | Ríver                  | Piauí                    |
| 2015      | Ríver                  | Flamengo                 |
| 2016      | Ríver                  | Altos                    |
| 2017      | Altos                  | Parnahyba                |
| 2018      | Altos                  | Ríver                    |
| 2019      | Ríver                  | Altos                    |
| 2020      | 4 de Julho             | Picos                    |
| 2021      | Altos                  | Fluminense de Teresina   |
| 2022      | Fluminense de Teresina | Parnahyba                |
| 2023      | Ríver                  | Fluminense de Teresina   |
| 2024      | Altos                  | Parnahyba                |
| 2025      | Piauí                  | Fluminense de Teresina   |

## Títulos por club
| Club                    | Ciudad      | Campeón | Años campeón |
| ----------------------- | ----------- | ------- | --- |
| Ríver Piauí             | Teresina    | 32      | 1948, 1950, 1951, 1952, 1953, 1954, 1955, 1956, 1958, 1959, 1960, 1961, 1962, 1963, 1973, 1975, 1977, 1978, 1980, 1981, 1989, 1996, 1999, 2000, 2001, 2002, 2007, 2014, 2015, 2016, 2019, 2023 |
| Flamengo                | Teresina    | 17      | 1939, 1942, 1943, 1944, 1947, 1964, 1965, 1970, 1971, 1976, 1979, 1984, 1986, 1987, 1988, 2003, 2009                                                                                           |
| Parnahyba               | Parnaíba    | 13      | 1916, 1919, 1924, 1925, 1927, 1929, 1930, 1940, 2004, 2005, 2006, 2012, 2013 |
| Botafogo *              | Teresina    | 11      | 1934, 1935, 1936, 1937, 1938, 1940, 1941, 1945, 1946, 1949, 1957 |
| Piauí                   | Teresina    | 6       | 1966, 1967, 1968, 1969, 1985, 2025 |
| Tiradentes *            | Teresina    | 5       | 1972, 1974, 1975, 1982, 1990 |
| Artístico *             | Teresina    | 5       | 1920, 1923, 1929, 1930, 1933 |
| Tiradentes AC *         | Teresina    | 5       | 1924, 1925, 1926, 1927, 1928 |
| Picos                   | Picos       | 4       | 1991, 1994, 1997, 1998 |
| 4 de Julho              | Piripiri    | 4       | 1992, 1993, 2011, 2020 |
| Altos                   | Altos       | 4       | 2017, 2018, 2021, 2024 |
| Flamengo de Parnaíba *  | Parnaíba    | 3       | 1937, 1938, 1939 |
| Militar *               | Teresina    | 3       | 1921, 1931, 1932 |
| International *         | Parnaíba    | 3       | 1921, 1926, 1928 |
| Fluminense *            | Parnaíba    | 2       | 1931, 1935 |
| Theresinense *          | Teresina    | 2       | 1919, 1922 |
| Comercial               | Campo Maior | 1       | 2010 |
| Barras                  | Barras      | 1       | 2008 |
| Cori-Sabbá              | Floriano    | 1       | 1995 |
| Auto Esporte *          | Teresina    | 1       | 1983 |
| Artístico de Parnaíba * | Parnaíba    | 1       | 1918 |
| Palmeiras *             | Teresina    | 1       | 1918 |
| Paysandu *              | Parnaíba    | 1       | 1936 |
| Piauhy *                | Parnaíba    | 1       | 1922 |
| Belga *                 | Parnaíba    | 1       | 1917 |
| Fluminense              | Teresina    | 1       | 2022 |

- Equipos marcados con un asterisco (*) no están activos en el fútbol profesional.